# Дас, Самар
Самар Дас (бенг. সমর দাস; 10 декабря 1925, Дакка, Британская Индия — 25 сентября 2001) — бангладешский композитор и музыкант. Видный деятель времён войны за независимость Бангладеш.

## Биография
Родился в музыкальной семье, в старой Дакке. Отец — Джитендранах Дас, мать — Камалини Дас. В детстве занимался музыкой в домашних условиях. В возрасте 16 лет, в 1945 году, Самар был приглашён в местное отделение All India Radio, где исполнял музыку на флейте. Кроме флейты Самар освоил гитару и фортепиано.
В 1950-х годах Дас в качестве пианиста работал в компании HMV. В 1966 году назначен главным музыкальным руководителем Академии культуры PIA в Карачи, а в 1967 — Радио Дакки. Самар Дас был музыкальным руководителем ряда фильмов, в числе которых — снятая в Калькутте кинолента «Lottery» и «Лицо и маска» — первый бенгальский фильм, снятый в Пакистане.
Во время войны за независимость Бангладеш 1971 года Самар Дас помог организовать подпольное радиовещание Swadhin Bangla Betar Kendra и работал там в качестве музыкального руководителя.
Дас является автором значительного числа патриотических песен и популярной версии национального гимна Бангладеш. Также, он написал музыку для Южноазиатских игр, прошедших в Дакке в 1985 и 1993 годах. Считается, что всего Самар Дас написал более 2000 песен, транслировавшихся на радио и телевидении.
Самар Дас был основателем и президентом Sangeet Parishad. За свою деятельность он был награждён различными премиями, среди которых — Ekushey Padak и Swadhinata Padak.
Самар Дас умер 25 сентября 2001 года. Похоронен на  христианском кладбище в Дакке.